# Шперкар червоно-синій
Шперкар червоно-синій (Ptilorrhoa castanonota) — вид горобцеподібних птахів родини Cinclosomatidae.

## Поширення
Ендемік Нової Гвінеї. Поширений у передгір'ї. Живе у тропічних дощових лісах на висотах від 300 до 1450 м над р. м.

## Опис
Дрібний птах завдовжки 22-24 см, вагою 70-74 г. Це птахи з міцною, але стрункою статурою, з округлою головою, тонким дзьобом із злегка зігнутим кінчиком, закругленими крилами, міцними і витягнутими ногами і довгим хвостом із закругленим кінцем. Верхня частина тіла коричневого забарвлення. Нижня частина тіла, краї крил та хвоста сині. Щоки, горло та верхня частина грудей білі, відокремлені чорною смугою, яка на очах утворює маску. Над маскою проходить біла надбрівна смуга. Дзьоб і ноги чорнуваті, очі бурштиново-жовті.

## Спосіб життя
Активний вдень. Трапляється поодинці або парами. Більшу частину дня проводить на землі або серед низьких гілок кущів, де шукає поживу. Живиться комахами та дрібними безхребетними. Даних про репродуктивну поведінку мало.